# N’Diaye Bah
Pour les articles homonymes, voir Bah.
N’Diaye Bah est un homme politique malien né le 15 août 1952 à Kayes.

## Biographie
Après l’école fondamentale puis secondaire au lycée de Badalabougou où il obtient un bac dans la série philosophie-langues, N’Diaye Bah a fait ses études supérieures en France à l’université de Caen où il obtient en DEUG en 1974 puis une licence (1975) et une maîtrise (1976) d’anglais. Il poursuit ensuite avec un DEA en anglais à l’Université de Paris-III  en 1978 puis une licence et une  maîtrise en Sciences politiques et juridiques à l’Université de Paris-VIII en 1980 et 1981 et un Diplôme d’études supérieures en gestion d’entreprise en 1984 à l’Université de Paris-I Sorbonne.
N’Diaye Bah a exercé les fonctions de directeur administratif et financier de l’industrie malienne de cycles et cyclomoteurs de 1985 à 2002.
Le 16 octobre 2002, il est nommé ministre de l’Artisanat et du Tourisme dans le gouvernement d’Ahmed Mohamed ag Hamani. Il est reconduit dans les mêmes fonctions en 2004 dans le gouvernement d'Ousmane Issoufi Maïga, en 2007 dans le gouvernement de Modibo Sidibé ainsi que lors du remaniement du 9 avril 2009.
N’Diaye Bah est secrétaire général du Congrès national d’initiative démocratique.